# Новы Свят — Универсытет (станция метро)
«Новы Свят — Универсытет» (пол. Nowy Świat-Uniwersytet, рус. Новый Свет — Университет) — действующая станция линии М2 Варшавского метрополитена. Открыта 8 марта 2015 года в составе участка II C «Рондо Дашиньскего» — «Двожец Виленьски». Расположена в районе Средместье, вдоль улицы Щвентокшыска (рус. Святокрестовая), между улицами Тадеуша Чацкого и Новы Свят. Является самой глубокой станцией Варшавского метро (23 метра).
На линии M2 находится на западном участке от реки Вислы, между станциями «Щвентокшыска» и «Центрум Науки Коперник».

## Основные характеристики
Колонная трёхпролетная станция мелкого заложения (глубина заложения — 23 м), построенная методом стена в грунте, с островной платформой 10,5 м в ширину и 120 м в длину. Объём станции — 65414 м³, площадь — 16 823 м². В каждом торце платформы есть двухлеточные эскалаторы и лифт. Отделка разноцветные: пол и колонны — серые, скамьи, потолок и путевые стены — фиолетовые. По центру платформы расположены скамьи.
Красочные названия станции разработал Войцех Фангор.

## Галерея

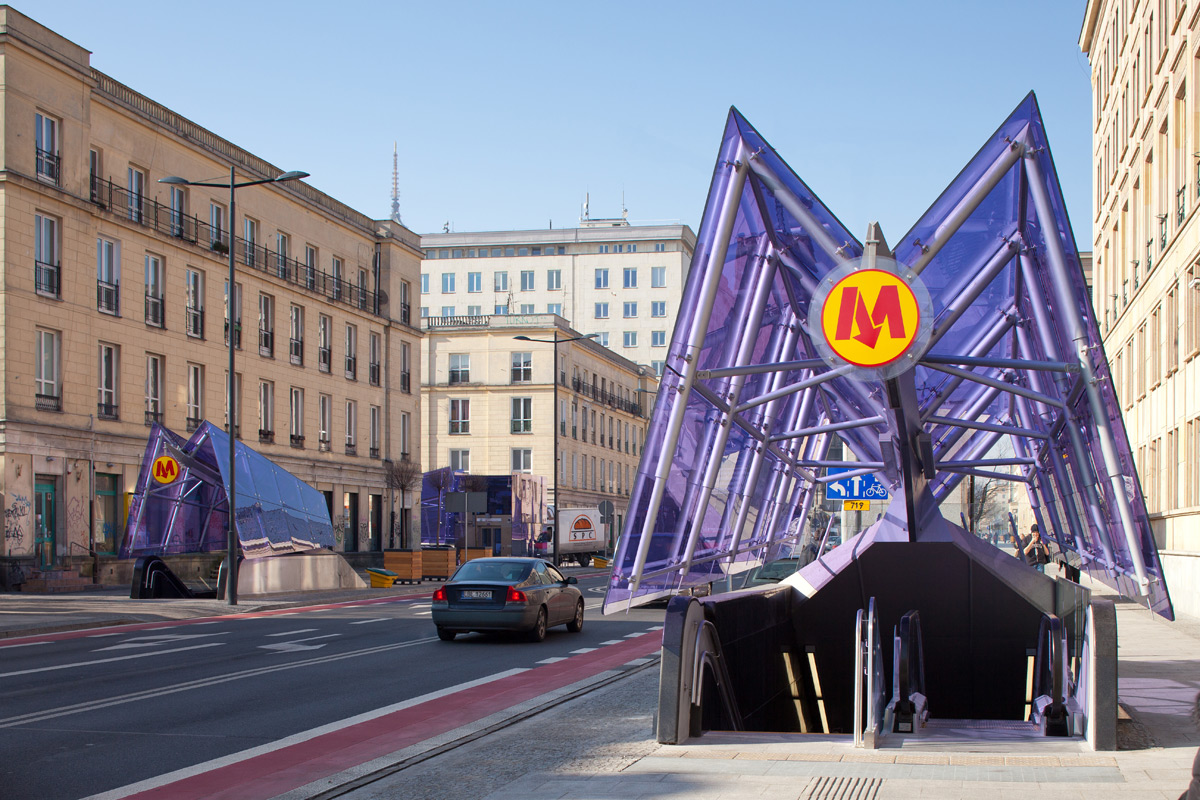
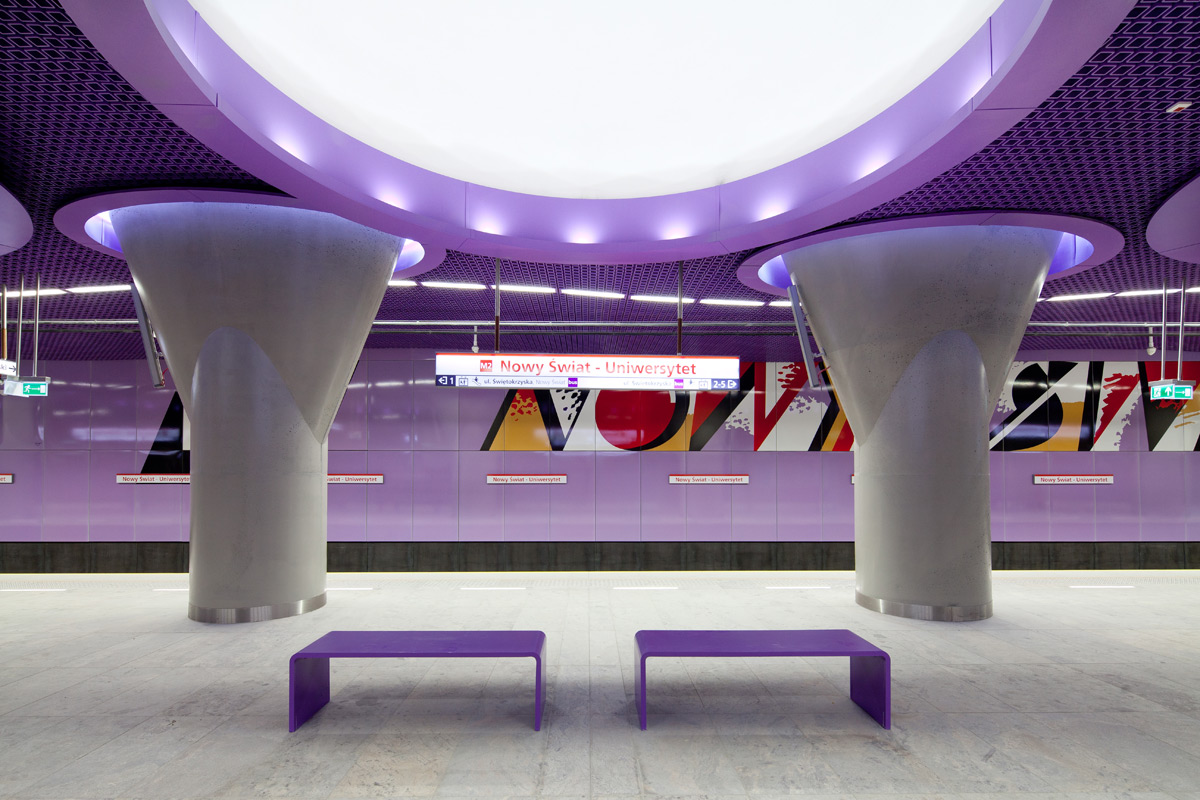
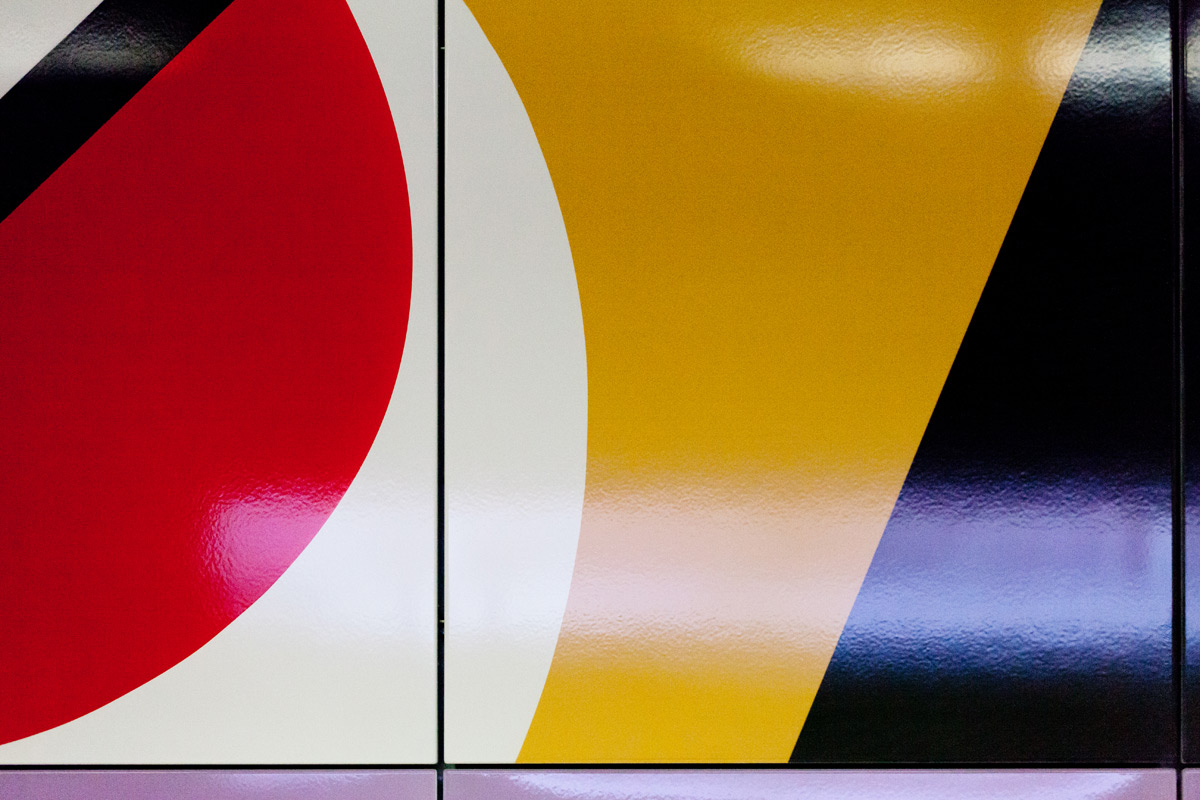
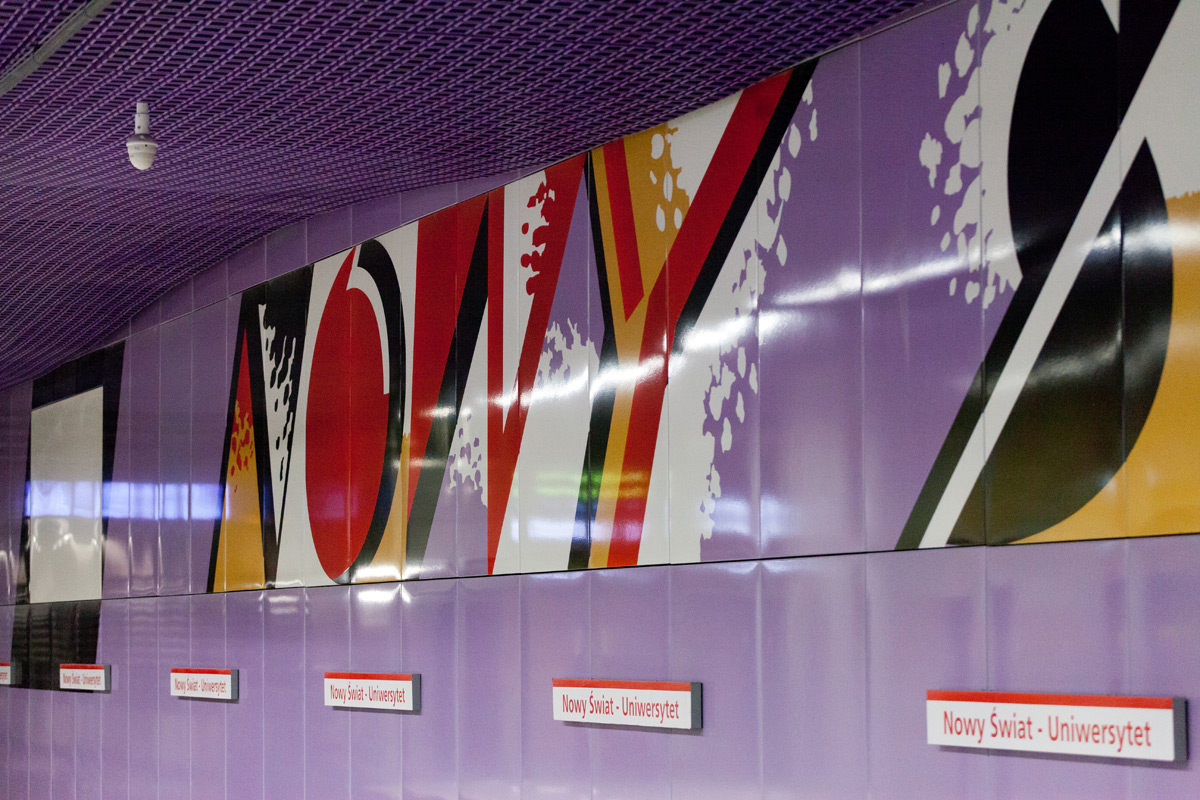
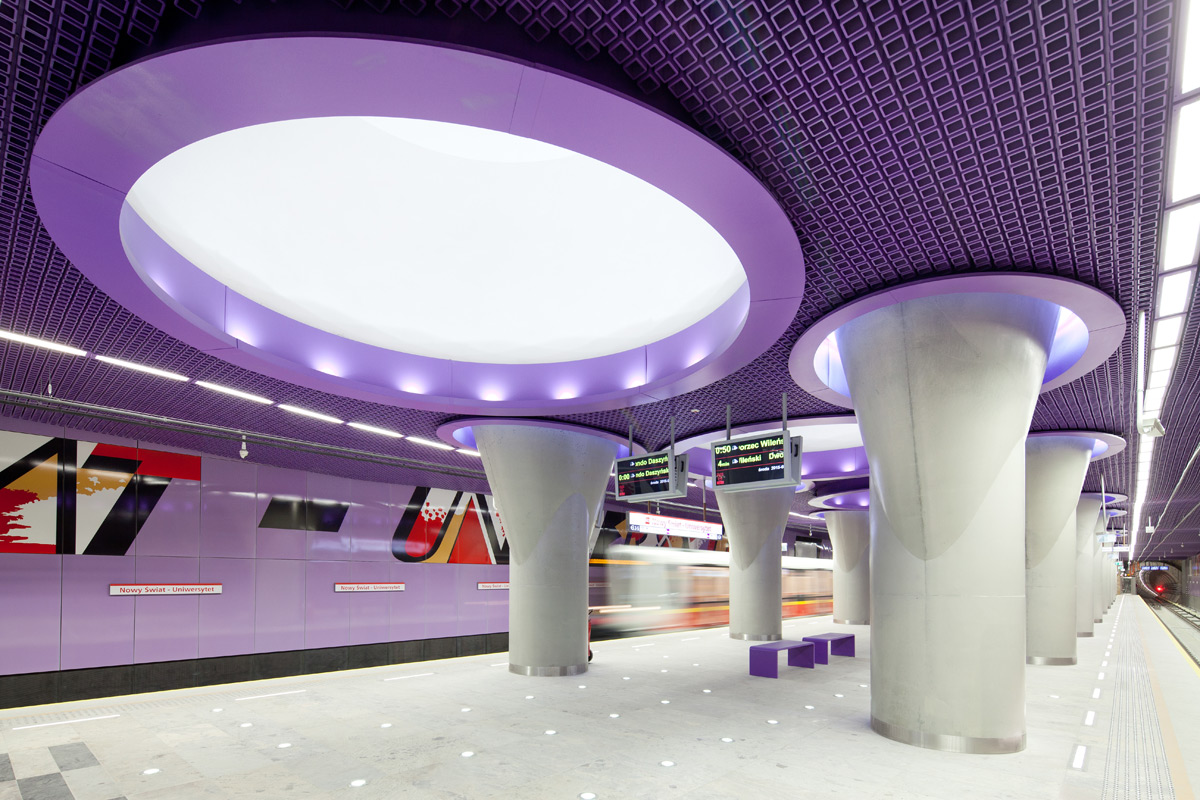